# Tovaria
Tovaria nom. cons., maleni biljni rod smješten u vlastitu porodicu Tovariaceae, dio reda kupusolike. Dvije priznate vrste, od kojih T. pendula raste od Meksika na sjeveru, na jug do Perua i Bolivije. Druga vrsta T. diffusa endem je s Jamajke.

## Opis
Tovariaceae sadrži jedan rod, Tovaria, i dvije vrste jednogodišnjeg bilja koje raste u Neotropima. Vrsta ima trostruko lišće s stipulama, terminalne, grozdaste cvatove i cvjetove s dijelovima od šest do devet koji imaju kratak vrh i raširenu stigmu. Plod je bobica.

## Vrste
1. Tovaria diffusa (Macfad.) Fawc. & Rendle
2. Tovaria pendula Ruiz & Pav.